# Санбрајт (Тенеси)
Санбрајт (енгл. Sunbright) град је у америчкој савезној држави Тенеси.

## Демографија
По попису из 2010. године број становника је 552, што је 25 (-4,3%) становника мање него 2000. године.
| Група             | 2000.       | 2010.       |
| Белци             | 568 (98,4%) | 543 (98,4%) |
| Афроамериканци    | 0 (0,0%)    | 1 (0,2%)    |
| Азијати           | 0 (0,0%)    | 0 (0,0%)    |
| Хиспаноамериканци | 5 (0,9%)    | 4 (0,7%)    |
| Укупно            | 577         | 552         |